# Maya Ritter
Maya Ritter est une actrice Canadienne née le 9 novembre 1993 à Kelowna au Canada.

## Filmographie
- 2006 : Molly: An American Girl on the Home Front (en) (téléfilm) : Molly McIntire
- 2007 : Finn's Girl : Zelly
- 2007 : Holiday Switch (téléfilm) : Eleanor
- 2008 : The Last Hit Man : Raquel (jeune)
- 2008 : The Capture of the Green River Killer (mini-série) : Angela Reichert
- 2011 : Parkdale (court métrage) : Jenny
- 2012 : Margarita : Mali
- 2012 : Rookie Blue (série télévisée) : Amber Klein